# Бабак, Пётр Лукьянович
Пётр Лукьянович Баба́к (8 апреля 1926, д. Березняки, Калинковичский район — 29 мая 2004, Сенно) — Герой Социалистического Труда (1971).
Заслуженный строитель Белорусской ССР (1962). Родители были раскулачены и в 1931 году умерли, находясь в Архангельске в ссылке. С детства работал пастухом по найму. В 1944 году призван в Красную Армию. Участник Великой Отечественной войны. С 1951 года был трактористом, с 1956 года — машинист экскаватора в Сенненском строительно-монтажном управлении мелиорации, с 1975 по 1986 годы — в передвижной механизированной колонне № 33 треста «Витебскводстрой». Звание Героя в 1971 году было присвоено за успешное выполнение заданий 8-й пятилетки. Депутат Верховного Совета БССР в 1963—1967 годах.
В 1984 году вышел на заслуженный отдых. Проживал в городе Сенно Витебской области. Являлся активистом районной ветеранской организации. Умер 29 мая 2004 года.